# Угальде, Манфред
Манфред Алонсо Угальде Арсе (исп. Manfred Alonso Ugalde Arce; род. 25 мая 2002, Эредия) — коста-риканский футболист, нападающий московского «Спартака» и сборной Коста-Рики.

## Клубная карьера

### Ранние годы
Начал играть в футбол в академии клуба «Эредиано», где пробыл до 14 лет, однако особых шансов так и не получил и покинул команду. В 2016 году стал выступать за молодёжную команду клуба «Депортиво Саприсса», Угальде выделялся среди товарищей по команде своими движениями и характеристиками и позже был переведён в основной состав. В 16 лет Угальде учился в колледже имени Родриго Эрнандеса, где входил в местную футбольную команду, которая стала чемпионом Эредии в студенческих играх.

### «Депортиво Саприсса»
За основной состав «Депортиво Саприсса» дебютировал 13 января 2019 года в матче чемпионата Коста-Рики против «Лимона» (2:2), выйдя на замену на 79-й минуте вместо Ранди Чирино, а в добавленное ко второму тайму время также забил свой первый мяч в профессиональной карьере. В своём дебютном матче Угальде в возрасте шестнадцати лет и семи месяцев смог забить мяч головой в концовке матча, вырвав тем самым ничейный результат для своей команды, он стал вторым самым молодым игроком, забившим за «Саприссу», после Хорхе Монхе, который забил свой первый мяч в возрасте шестнадцати лет и четырнадцати дней в 1954 году. В Клаусуре 2019 провёл за клуб семь матчей и забил один мяч, также стал вице-чемпионом страны.
31 июля 2019 года в своём дебютном матче в Лиге КОНКАКАФ сделал «дубль» в матче против белизского клуба «Бельмопан Бэндитс». Угальде в возрасте семнадцати лет и трёх месяцев установил рекорд в истории Лиги КОНКАКАФ, став самый молодым автором забитого мяча, превзойдя своего соотечественника Пабло Арбойна, который забил в двадцать лет и четыре месяца. 11 августа 2019 года в матче чемпионата Коста-Рики против «Алахуэленсе» (1:2), разразился скандал, когда Угальде укусил защитника команды соперника Хуниора Диаса на 87-й минуте встречи. Данный факт не был воспринят судьёй матча, однако дисциплинарный комитет Коста-риканской федерации футбола наложил на Угальде санкции в виде пропуска двух игр, кроме того на него был наложен штраф в размере ста двадцати пяти тысяч колонов. 8 сентября 2019 года оформил «дубль» в матче против «Гресии» (6:0), отличившись на 2-й и 38-й минутах. 16 сентября Угальде отправился на европейский континент, чтобы пройти стажировку в командах «Бенфика» в Португалии и «Удинезе» в Италии, где он тренировался в течение пятнадцати дней.

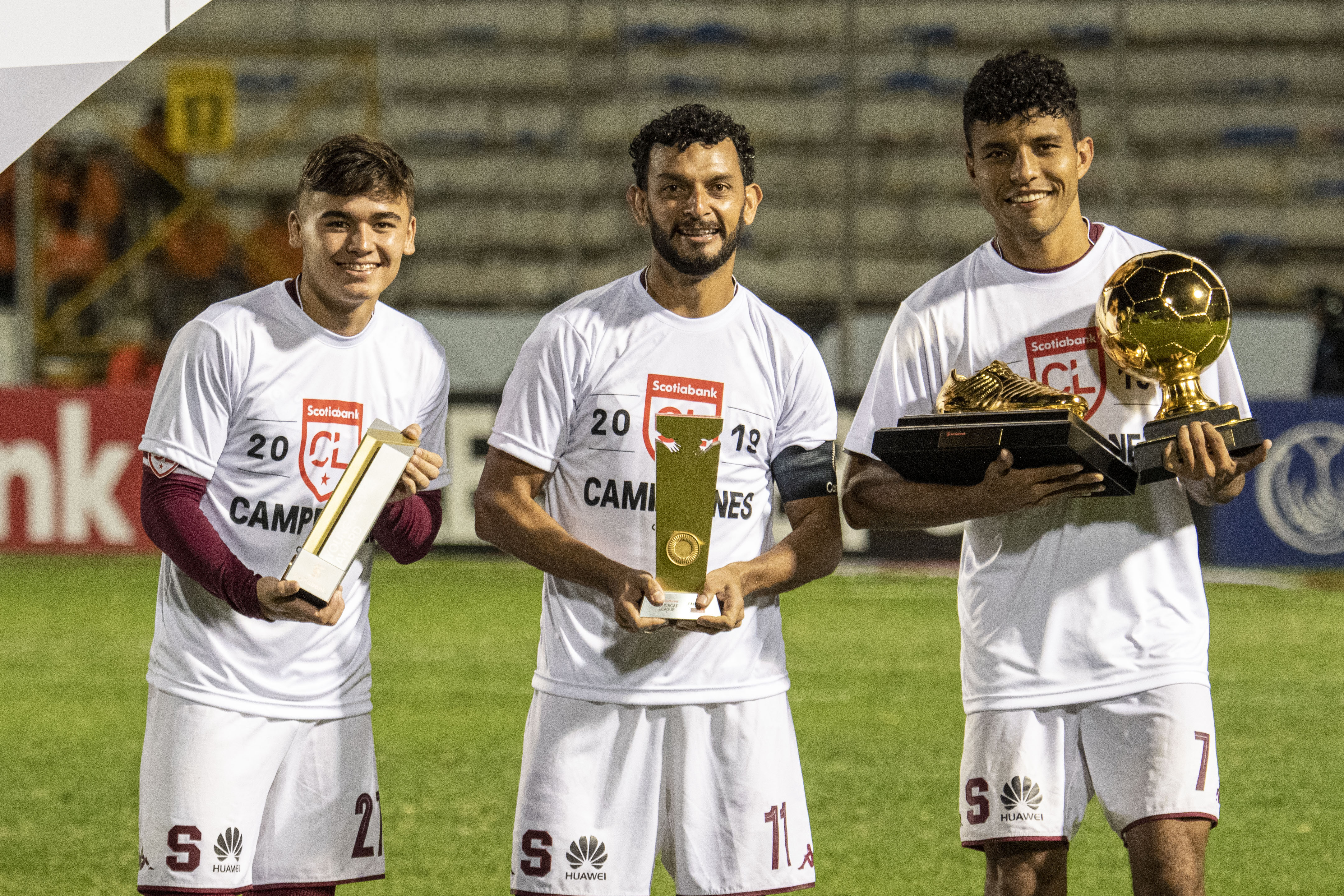
Угальде (слева) — лучший молодой игрок Лиги КОНКАКАФ

21 октября 2019 года, получив традиционное разрешение от руководства своей школы на пропуск занятий для участия в футбольном матче, оформил первый в своей профессиональной карьере хет-трик в матче чемпионата против «Лимона» (6:0). Этот хет-трик позволил ему стать самым молодым игроком «Саприссы», забившим три мяча за матч за последние тридцать лет. В ноябре 2019 года помог своей команде выиграть Лигу КОНКАКАФ и был признан лучшим молодым игроком турнира, забив четыре мяча в семи матчах. Всего в Апертуре 2019 провёл за клуб во всех турнирах 26 матчей и 13 мячей. По итогам турнира был признан лучшим игроком до 20 лет чемпионата Коста-Рики.

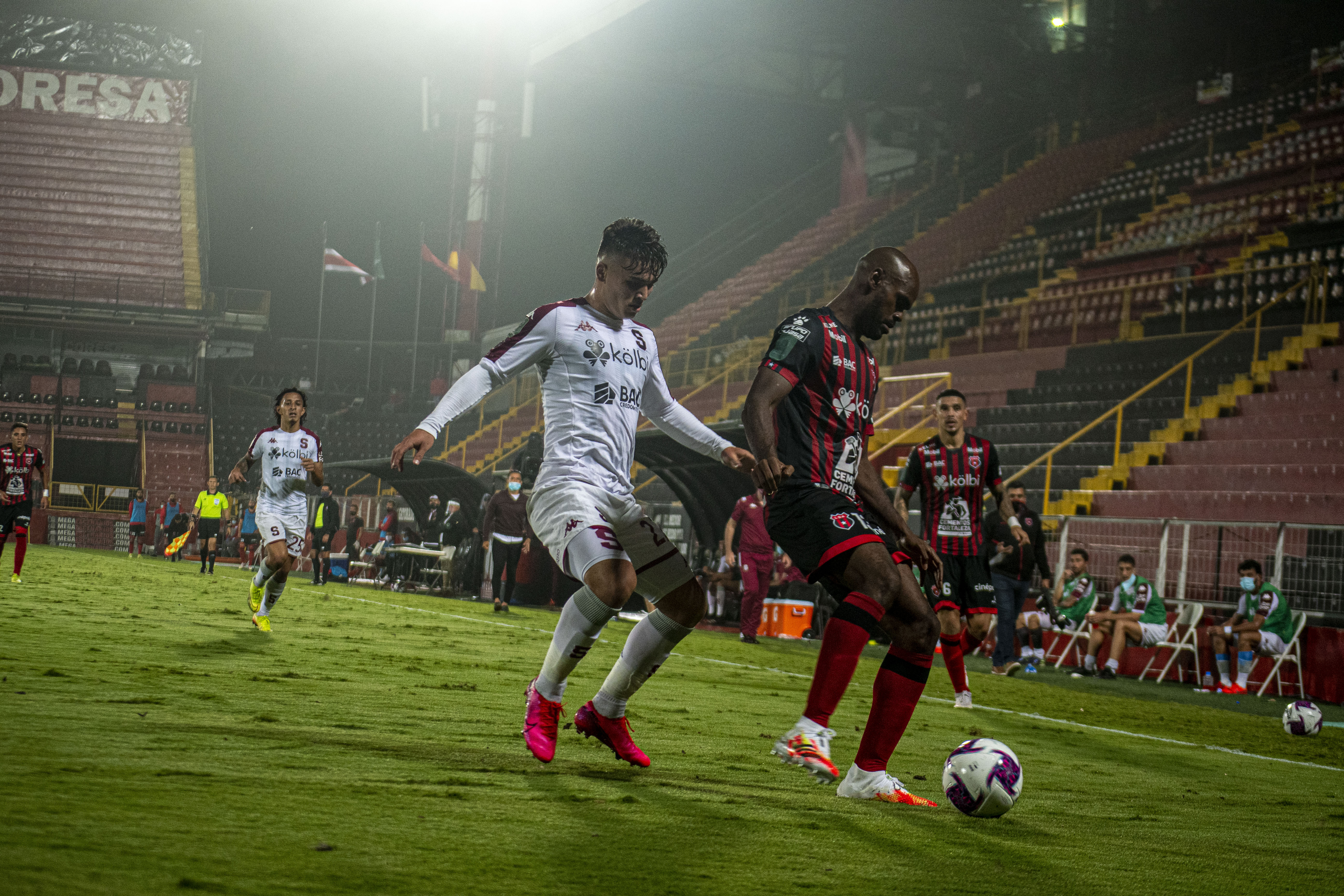
Угальде (слева) борется за мяч с защитником «Алахуэленсе» Адольфо Мачадо в финале Клаусуры-2020 (24 июня 2020)

9 февраля 2020 года в матче чемпионата Коста-Рики против «Алахуэленсе» (1:1) получил прямую красную карточку на 8-й минуте матча за удар мячом по сопернику Александеру Лопесу, вследствие чего получил дисквалификацию на четыре матча и штраф в двести пятьдесят тысяч колонов. Во время периода дисквалификации он воспользовался возможностью поехать в Бельгию и прошёл стажировку в клубе «Брюгге», после прохождения которой клуб предложил Угальде заключить пятилетний контракт летом 2020 года. 29 июня 2020 года он завоевал свой первый национальный титул с «Саприссой» после победы в финальной чемпионской серии над «Алахуэленсе», тем самым помог выиграть клубу 35-й чемпионский титул. Всего в Клаусуре 2020 провёл за клуб 19 матчей и забил три мяча. 6 июня 2020 года стало известно о продаже футболиста спортивному холдингу City Football Group, владеющая восьмью командами по всему миру. Выступал за «Депортиво Саприссу» с 2019 по 2020 год, проведя за всех турнирах 52 матча и забив 17 мячей.

### «Ломмел»
14 июня 2020 года заключил контракт с бельгийским клубом «Ломмел», выступающим в Первом дивизионе B и входящим в холдинг City Football Group. Дебютировал за клуб 24 августа 2020 года в матче 1-го тура Первого дивизиона B против клуба «Серен» (3:5), выйдя на 69-й минуте встречи вместо Анасса Зарури. Первый мяч за «Ломмел» забил 30 августа 2020 года в матче 2-го тура Первого дивизиона B против «Брюгге II» (2:2), отличившись на 85-й минуте встречи, тем самым вырвав для своего клуба ничейный результат. 29 ноября 2020 года в матче 12-го тура Первого дивизиона B против РВДМ47 (4:0) оформил «дубль», отличившись на 50-й и 70-й минутах с передач Робина Хенкенса. 29 января 2021 года в матче 17-го тура Первого дивизиона B против «Дейнзе» (4:2) сделал хет-трик, отличившись на 12-й, 33-й и 71-й минутах. Всего в сезоне 2020/21 провёл за «Ломмел» во всех турнирах 23 матча и забил 11 мячей.

### «Твенте»
25 июня 2021 года на правах аренды перешёл в нидерландский «Твенте» до конца сезона 2021/22. Дебютировал за клуб 14 августа 2021 года в матче 1-го тура Эредивизи против ситтардской «Фортуны» (1:2), выйдя на 83-й минуте вместо Джейдена Остерволде. Свой первый мяч за «Твенте» забил 1 октября 2021 года в матче 8-го тура Эредивизи против «Гронингена» (1:1), отличившись на 74-й минуте встречи, тем самым сравняв счёт в матче. 15 декабря 2021 года в матче квалифицированного раунда Кубка Нидерландов против «Фейеноорда» (2:1), Угальде вышел на замену 61-й минуте, а в дополнительное время, на 114-й минуте встречи, забил мяч и тем самым вывел свой клуб в следующий раунд. В своём первом сезоне за клуб провёл во всех турнирах 28 матчей и забил четыре мяча.
1 июля 2022 года «Твенте» продлил арендное соглашение ещё на один сезон. 25 августа 2021 года Угальде впервые сыграл в еврокубках в матче раунда плей-офф Лиги конференций УЕФА против «Фиорентины» (0:0), выйдя на 81-й минуте встречи вместо Михала Садилека. 11 марта 2023 года в матче 25-го тура Эредивизи против ситтардской «Фортуны» (3:0) оформил «дубль», отличившись на 71-й и 77-й минутах встречи. Через восемь дней, 19 марта 2023 года, в матче 26-го тура Эредивизи против АЗ (2:1) Угальде вновь забил два мяча, отличившись на 8-й и 11-й минутах. По итогам марта 2023 года был включён в символическую сборную месяца Эредивизи, также стал обладателем награды «Талант месяца» имени Йохана Кройфа. Всего в сезоне 2022/23 провёл во всех турнирах 31 матч и забил девять мячей.
6 июля 2023 года «Твенте» выкупил Угальде у «Ломмела» и заключив с ним контракт до 2027 года. 24 августа 2023 года забил свой первый мяч в еврокубках, поразив ворота «Фенербахче» (1:5) на 20-й минуте встречи квалификационного раунд плей-офф Лиги конференций УЕФА. В октябре 2023 года был включён в символическую сборную месяца Эредивизи. 13 января 2024 года в матче 17-го тура Эредивизи против АЗ (2:1) оформил «дубль», отличившись на 42-й и 70-й минутах встречи. Выступал за «Твенте» с 2021 по 2024 год, проведя за это время 84 матча во всех турнирах и забив 22 мяча.

### «Спартак» (Москва)

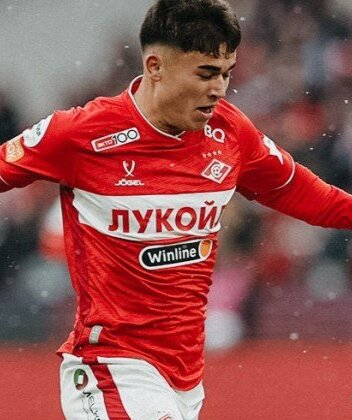
Угальде в составе «Спартака» в 2025 году

#### Сезон 2023/24
29 января 2024 года перешёл в московский «Спартак», подписав контракт на четыре с половиной года. В новом клубе выбрал себе 9-й игровой номер. Угальде стал первым костариканцем в истории «Спартака». Дебютировал за «красно-белых» 2 марта 2024 года в матче 19-го тура чемпионата России против петербургского «Зенита» (0:0), проведя на поле весь матч. Также был признан лучшим игроком этой встречи. Свой первый мяч за «Спартак» забил 3 апреля 2024 года в первом матче 1/2 финала пути РПЛ Кубка России против петербургского «Зенита» (1:2), отличившись на 12-й минуте встречи с передачи Александра Соболева. 19 мая 2024 года в матче 29-го тура чемпионата России против «Рубина» (3:1), Угальде установил антирекорд для новичков-нападающих в «Спартаке», не сумев отличиться в 11 матчах чемпионата подряд. Всего в сезоне 2023/24 провёл за клуб во всех турнирах 16 матчей, в которых отличился одним забитым мячом.

#### Сезон 2024/25
28 июля 2024 года в матче 2-го тура чемпионата России против «Химок» (3:1) Угальде забил свой дебютный мяч в чемпионате России, отличившись на 55-й минуте встречи с передачи Тео Бонгонды. Угальде понадобилось 14 матчей, чтобы забить дебютный мяч за «Спартак» в чемпионате России, что является худшим показателем для форвардов-новичков за всю историю московского клуба. 5 августа 2024 года в матче 3-го тура чемпионата России против самарских «Крыльев Советов» (3:0) Угальде оформил дубль, отличившись на 29-й и 56-й минутах встречи и был признан лучшим игроком матча. За восемь дней Угальде забил за «Спартак» четыре мяча в трёх матчах. Забив пять мячей за клуб, Угальде вошёл в топ-3 самых молодых легионеров в истории «Спартака», отличавшихся пять раз.
10 ноября 2024 года в матче 15-го тура чемпионата России против «Акрона» (4:0) оформил дубль, отличившись на 58-й и 74-й минутах встречи и был признан лучшим игроком матча. 23 ноября 2024 года в матче 16-го тура чемпионата России забил четыре мяча с игры в ворота московского «Локомотива», Угальде стал четвёртым игроком в истории клуба, который отметился «покером» в рамках чемпионата России, и первым с сентября 1998 года, когда четыре мяча в ворота «Тюмени» забил Александр Ширко. В целом это был 17-й «покер» в истории чемпионатов России и первый с 2008 года, который сделал игрок клуба из Москвы и который был сделан в матче в Москве. Угальде стал первым футболистом из Центральной и Северной Америки, который сделал хет-трик в чемпионате России. В этом же матче Угальде отдал голевую передачу на Эсекьеля Барко, который установил итоговый счёт встречи — 5:2. Угальде стал пятым игроком с 2009 года с пятью результативными действиями в матче чемпионата. 1 декабря 2024 года в матче 17-го тура чемпионата России против «Краснодара» (3:0) нападающий забил два мяча, отличившись на 17-й и 28-й минутах встречи и был признан лучшим игроком матча. Угальде стал первым футболистом в истории чемпионата России, забившим восемь мячей за три сыгранных матча подряд. Коста-риканский форвард стал самым молодым легионером в истории «Спартака», достигшим отметки в 15 голов (22 года 6 месяцев 6 дней). 7 декабря 2024 года забил один мяч в ворота «Пари НН» в матче 18-го тура чемпионата России, а «Спартак» победил 3:0. Угальде стал первым футболистом в истории чемпионата России, забившим девять мячей за четыре матча. Также, благодаря этому голу, Угальде стал первым футболистом в истории РПЛ, забившим 15 мячей за первые 18 туров. По итогам ноября—декабря 2024 года был признан лучшим футболистом месяца чемпионата России.
2 марта 2025 года Угальде продлил свою результативную серию в чемпионате России до пяти матчей, отличившись в матче 19-го тура против «Оренбурга» (2:0) и повторил достижение Романа Павлюченко и Александра Соболева, которые в XXI веке также выдавали результативные серии из пяти матчей в чемпионате России. 24 мая 2025 года, в заключительном 30-м туре чемпионата России, Угальде в матче против «Химок» (5:0) отличился забитым мячом и стал лучшим бомбардиром чемпионата России в сезоне 2024/25 с результатом в 17 забитых мячей в 29 матчах. Угальде стал пятым игроком «Спартака», победившим в гонке бомбардиров. Всего в сезоне 2024/25 Угальде провёл за «Спартак» во всех турнирах 36 матчей, забил 18 мячей и сделал шесть голевых передач.

## Карьера в сборной

### Юношеские и молодёжные сборные
В 2017 году провёл один матч за сборную Коста-Рики до 15 лет. 23 апреля 2019 года Угальде был вызван в сборную Коста-Рики среди юношей до 17 лет под руководством тренера Кристиана Саломона для участия в чемпионате КОНКАКАФ среди юношей до 17 лет. В трёх матчах группового этапа Угальде забивал мячи в каждом из них, над соперниками из Панамы (2:2), Кюрасао (3:0) и Суринама (6:0). 9 мая 2019 года его команда обыграла Никарагуа со счётом 2:1 в 1/8 финала, но через три дня проиграла по пенальти Канаде в 1/4 финала. Всего на турнире провёл пять матчей и забил три мяча. Всего за сборную до 17 лет провёл семь матчей и забил три мяча.
10 марта 2021 года Угальде был включён в окончательный список тренера Дугласа Секейры в сборной Коста-Рики до 23 лет для участия в отборочных матчах к Олимпийским играм 2020. Он дебютировал за олимпийскую сборную 18 марта 2021 года, выйдя в стартовом составе в матче против сборной США (0:1). Три дня спустя, в матче против сборной Мексики (0:3), его команда лишилась возможности получить путёвку на Олимпийские игры в Токио, сам Угальде отыграл последние семнадцать минут встречи. 24 марта 2021 года он забил свой первый мяч на турнире, поразив ворота сборной Доминиканской Республики (5:0) на 30-й минуте встречи. Всего на турнире провёл три матча и забил один мяч.

### Национальная сборная
23 января 2020 года был впервые вызван Рональдом Гонсалесом в национальную сборную Коста-Рики для подготовки к товарищескому матчу против сборной США. 1 февраля 2020 года Угальде дебютировал в составе главной сборной Коста-Рики в товарищеском матче против сборной США (0:1), выйдя на 77-й минуте встречи вместо Маркоса Уреньи. Угальде вышел на поле в возрасте семнадцати лет и восьми месяцев, став тем самым вторым самым молодым дебютантом в истории национальной сборной после Хорхе Монхе, который дебютировал в возрасте семнадцати лет и четырёх месяцев.
26 августа 2021 года Луис Фернандо Суарес вызвал Угальде в сборную Коста-Рики для участия в матчах отборочного турнира к чемпионату мира 2022. 2 сентября 2021 года он сыграл свой первый официальный матч за сборную, выйдя в стартовом составе во встрече отборочного матча к чемпионату мира 2022 против сборной Панамы (0:0), сыграв 61 минуту. 28 сентября 2021 года Угальде заявил в своих социальных сетях о приостановлении выступлений из сборную Коста-Рики в связи с заявлениями тренера Луиса Фернандо Суареса, который возложил вину в поражениях сборной на Угальде из-за его маленького роста и не вызывав его тем самым на отборочный матч против сборной Ямайки. 20 июля 2023 года, после увольнения Суареса, Угальде заявил, что возвращается в сборную Коста-Рики.
30 августа 2023 года Угальде был вызван техническим директором сборной Коста-Рики Клаудио Вивасом для участия в товарищеских матчи против Саудовской Аравии и Объединённых Арабских Эмиратов. Свой первый мяч за сборную Угальде забил 8 сентября 2023 года в товарищеском матче против сборной Саудовской Аравии (3:1), отличившись на 32-й минуте встречи. 9 июня 2024 года в матче отборочного турнира к чемпионату мира 2026 года против сборной Гренады (3:0) Угальде отметился забитым мячом и двумя результативными передачами, тем самым помог своей сборной одержать победу в матче. 12 июня 2024 года вошёл в окончательную заявку сборной Коста-Рики для участия на Кубке Америки 2024 года.
В июне 2025 года Угальде был включён в окончательную заявку сборной Коста-Рики для участия на Золотом кубке КОНКАКАФ 2025. 15 июня 2025 года в первом матче группового этапа против сборной Суринама (4:3) Угальде забил два мяча с пенальти, второй мяч забил на 13-й компенсированной минуте второго тайма, который стал победным. Во втором матче, сыгранном 18 июня 2025 года, Угальде в матче против сборной Доминиканской Республики (2:1) вновь реализовал пенальти и сделал голевую передачу, что помогло Коста-Рике досрочно выйти в плей-офф Золотого кубка. На турнире сборная дошла до 1/4 финала, где уступила сборной США в серии пенальти, однако Угальде в этой встрече участия не принимал из-за перебора жёлтых карточек.

## Достижения

### Командные
«Депортиво Саприсса»
- Чемпион Коста-Рики: Клаусура 2020[исп.]
- Вице-чемпион Коста-Рики: Клаусура 2019[исп.]
- Победитель Лиги КОНКАКАФ: 2019[исп.]

### Личные
- Лучший бомбардир чемпионата России: 2024/25
- Лучший молодой игрок Лиги КОНКАКАФ: 2019[21]
- Лучший молодой игрок до 20 лет чемпионата Коста-Рики: Апертура 2019[исп.][22]
- «Талант месяца» Йохана Кройфа: март 2023[46]
- Команда месяца в Эредивизии (2): март 2023[45], октябрь 2023[50]
- Лучший футболист месяца чемпионата России: ноябрь—декабрь 2024[82]
- Лауреат национальной премии РФС «33 лучших игрока сезона»: 2024/25 (№ 3)[118]

## Статистика

### Клубная
| Выступление        | Выступление       | Выступление      | Лига | Лига | Кубок | Кубок | Конт. | Конт. | Прочие | Прочие | Итого | Итого |
| Клуб               | Лига              | Сезон            | Игры | Голы | Игры  | Голы  | Игры  | Голы  | Игры   | Голы   | Игры  | Голы  |
| ------------------ | ----------------- | ---------------- | ---- | ---- | ----- | ----- | ----- | ----- | ------ | ------ | ----- | ----- |
| Депортиво Саприсса | Примера           | Клаусура 2019    | 7    | 1    | —     | —     | —     | —     | —      | —      | 7     | 1     |
| Депортиво Саприсса | Примера           | Апертура 2019    | 16   | 9    | —     | —     | 8     | 4     | 2      | 0      | 26    | 13    |
| Депортиво Саприсса | Примера           | Клаусура 2020    | 14   | 3    | —     | —     | 2     | 0     | 3      | 0      | 19    | 3     |
| Депортиво Саприсса | Итого             | Итого            | 37   | 13   | —     | —     | 10    | 4     | 5      | 0      | 52    | 17    |
| Ломмел             | Первый дивизион B | 2020/21          | 22   | 11   | 1     | 0     | —     | —     | —      | —      | 23    | 11    |
| Ломмел             | Итого             | Итого            | 22   | 11   | 1     | 0     | —     | —     | —      | —      | 23    | 11    |
| Твенте             | Эредивизи         | → 2021/22        | 25   | 3    | 3     | 1     | —     | —     | —      | —      | 28    | 4     |
| Твенте             | Эредивизи         | → 2022/23        | 24   | 8    | 2     | 0     | 1     | 0     | 4      | 1      | 31    | 9     |
| Твенте             | Эредивизи         | 2023/24          | 18   | 7    | 1     | 1     | 6     | 1     | —      | —      | 25    | 9     |
| Твенте             | Итого             | Итого            | 67   | 18   | 6     | 2     | 7     | 1     | 4      | 1      | 84    | 22    |
| Спартак (Москва)   | Премьер-лига      | 2023/24          | 12   | 0    | 4     | 1     | —     | —     | —      | —      | 16    | 1     |
| Спартак (Москва)   | Премьер-лига      | 2024/25          | 29   | 17   | 7     | 1     | —     | —     | —      | —      | 36    | 18    |
| Спартак (Москва)   | Премьер-лига      | 2025/26          | 5    | 0    | 1     | 0     | —     | —     | —      | —      | 6     | 0     |
| Спартак (Москва)   | Итого             | Итого            | 46   | 17   | 12    | 2     | —     | —     | —      | —      | 58    | 19    |
| Всего за карьеру   | Всего за карьеру  | Всего за карьеру | 172  | 59   | 19    | 4     | 17    | 5     | 9      | 1      | 217   | 69    |

1. ↑  Континентальные кубки: Лига КОНКАКАФ; Лига чемпионов КОНКАКАФ; Лига конференций УЕФА
2. ↑  Матчи плей-офф чемпионата Коста-Рики, матчи плей-офф чемпионата Нидерландов.

### Сборная
| Матчи и голы Манфреда Угальде за сборную Коста-Рики | Матчи и голы Манфреда Угальде за сборную Коста-Рики | Матчи и голы Манфреда Угальде за сборную Коста-Рики | Матчи и голы Манфреда Угальде за сборную Коста-Рики | Матчи и голы Манфреда Угальде за сборную Коста-Рики | Матчи и голы Манфреда Угальде за сборную Коста-Рики | Матчи и голы Манфреда Угальде за сборную Коста-Рики |
| --------------------------------------------------- | --------------------------------------------------- | --------------------------------------------------- | --------------------------------------------------- | --------------------------------------------------- | --------------------------------------------------- | --------------------------------------------------- |
| №                                                   | Дата                                                | Оппонент                                            | Счёт                                                | Голы                                                | Соревнование                                        |                                                     |
| 1                                                   | 1 февраля 2020                                      | США                                                 | 0:1                                                 | —                                                   | Товарищеский матч                                   |                                                     |
| 2                                                   | 2 сентября 2021                                     | Панама                                              | 0:0                                                 | —                                                   | Чемпионат мира 2022 (отборочный турнир)             |                                                     |
| 3                                                   | 8 сентября 2023                                     | Саудовская Аравия                                   | 3:1                                                 | 1                                                   | Товарищеский матч                                   |                                                     |
| 4                                                   | 12 сентября 2023                                    | ОАЭ                                                 | 1:4                                                 | —                                                   | Товарищеский матч                                   |                                                     |
| 5                                                   | 16 ноября 2023                                      | Панама                                              | 0:3                                                 | —                                                   | Лига наций КОНКАКАФ                                 |                                                     |
| 6                                                   | 20 ноября 2023                                      | Панама                                              | 1:3                                                 | —                                                   | Лига наций КОНКАКАФ                                 |                                                     |
| 7                                                   | 23 марта 2024                                       | Гондурас                                            | 3:1                                                 | —                                                   | Кубок Америки 2024 (отборочные матчи)               |                                                     |
| 8                                                   | 26 марта 2024                                       | Аргентина                                           | 1:3                                                 | 1                                                   | Товарищеский матч                                   |                                                     |
| 9                                                   | 5 июня 2024                                         | Сент-Китс и Невис                                   | 4:0                                                 | —                                                   | Чемпионат мира 2026 (отборочный турнир)             |                                                     |
| 10                                                  | 9 июня 2024                                         | Гренада                                             | 3:0                                                 | 1                                                   | Чемпионат мира 2026 (отборочный турнир)             |                                                     |
| 11                                                  | 24 июня 2024                                        | Бразилия                                            | 0:0                                                 | —                                                   | Кубок Америки 2024 (финальные матчи)                |                                                     |
| 12                                                  | 28 июня 2024                                        | Колумбия                                            | 0:3                                                 | —                                                   | Кубок Америки 2024 (финальные матчи)                |                                                     |
| 13                                                  | 8 июня 2024                                         | Гваделупа                                           | 3:0                                                 | —                                                   | Лига наций КОНКАКАФ                                 |                                                     |
| 14                                                  | 9 сентября 2024                                     | Гватемала                                           | 0:0                                                 | —                                                   | Лига наций КОНКАКАФ                                 |                                                     |
| 15                                                  | 11 октября 2024                                     | Суринам                                             | 1:1                                                 | —                                                   | Лига наций КОНКАКАФ                                 |                                                     |
| 16                                                  | 15 октября 2024                                     | Гватемала                                           | 3:0                                                 | —                                                   | Лига наций КОНКАКАФ                                 |                                                     |
| 17                                                  | 14 ноября 2024                                      | Панама                                              | 0:1                                                 | —                                                   | Лига наций КОНКАКАФ (финальные матчи)               |                                                     |
| 18                                                  | 18 ноября 2024                                      | Панама                                              | 2:2                                                 | —                                                   | Лига наций КОНКАКАФ (финальные матчи)               |                                                     |
| 19                                                  | 21 марта 2025                                       | Белиз                                               | 7:0                                                 | 2                                                   | Золотой кубок КОНКАКАФ (отборочные матчи)           |                                                     |
| 20                                                  | 25 марта 2025                                       | Белиз                                               | 6:1                                                 | 1                                                   | Золотой кубок КОНКАКАФ (отборочные матчи)           |                                                     |
| 21                                                  | 7 июня 2025                                         | Багамские Острова                                   | 8:0                                                 | 1                                                   | Чемпионат мира 2026 (отборочный турнир)             |                                                     |
| 22                                                  | 10 июня 2025                                        | Тринидад и Тобаго                                   | 2:1                                                 | —                                                   | Чемпионат мира 2026 (отборочный турнир)             |                                                     |
| 23                                                  | 15 июня 2025                                        | Суринам                                             | 4:3                                                 | 2                                                   | Золотой кубок КОНКАКАФ 2025                         |                                                     |
| 24                                                  | 18 июня 2025                                        | Доминиканская Республика                            | 2:1                                                 | 1                                                   | Золотой кубок КОНКАКАФ 2025                         |                                                     |
| 25                                                  | 22 июня 2025                                        | Мексика                                             | 0:0                                                 | —                                                   | Золотой кубок КОНКАКАФ 2025                         |                                                     |

Итого: 25 матчей, 10 голов; 12 побед, 6 ничьих, 7 поражений.